# Hippolyte Lepape
Hippolyte Lepape war ein französischer Hersteller von Automobilen.

## Unternehmensgeschichte
Hippolyte Lepape gründete etwa 1896 in Paris oder Puteaux das Unternehmen, das seinen Namen trug, und begann mit der Produktion von Automobilen. Der Markenname lautete Lepape. 1906 endete die Produktion. Insgesamt verkaufte das Unternehmen nur wenige Fahrzeuge.

## Fahrzeuge
Das erste Modell von 1895 hieß Locomoteur und hatte zwei angetriebene Vorderräder und gelenkte Hinterräder. Für den Antrieb sorgte ein Dreizylinder-Sternmotor mit einer Leistung von 6 PS bei 400/min. Das Antriebsmoment wurde über ein Reibradgetriebe, das auch als Kupplung fungierte, und Ketten auf die Vorderräder übertragen. Der Locomoteur konnte mit einem Aufleger als Omnibus mit acht Plätzen verwendet werden.
1896 stellte Lepape den Zweisitzer Duc mit gleichem Lenk- und Antriebssystem wie beim Locomoteur vor. Der Motor war ein zunächst wassergekühlter Einzylinder-Viertaktmotor. Das Fahrzeug wog 300 kg und erreichte eine Geschwindigkeit bis zu 18 km/h. 1897 modifizierte Lepape den Motor, bei dem nun der Kühlwasserkreislauf zugunsten von Luftkühlung entfiel. Im Normalbetrieb leistete er 3 PS bei 300/min; bis zu 600/min waren aber möglich.
1901 wurden ein Kleinwagen mit einem Einzylindermotor mit 942  cm³ mit 100 mm Bohrung und 120 mm Hub und 5 PS Leistung bei 750/min sowie ein Dreirad mit einem luftgekühlten Einzylindermotor auf dem Pariser Autosalon präsentiert. Das Dreirad war sowohl als Einsitzer mit Ladefläche als auch mit zwei Sitzen nebeneinander erhältlich. 1906 folgte ein Modell mit Frontmotor, Kraftübertragung mittels Riemen und einer viersitzigen Tonneau-Karosserie. Das Leergewicht lag bei 390 kg. Die Höchstgeschwindigkeit war mit 40 km/h angegeben.

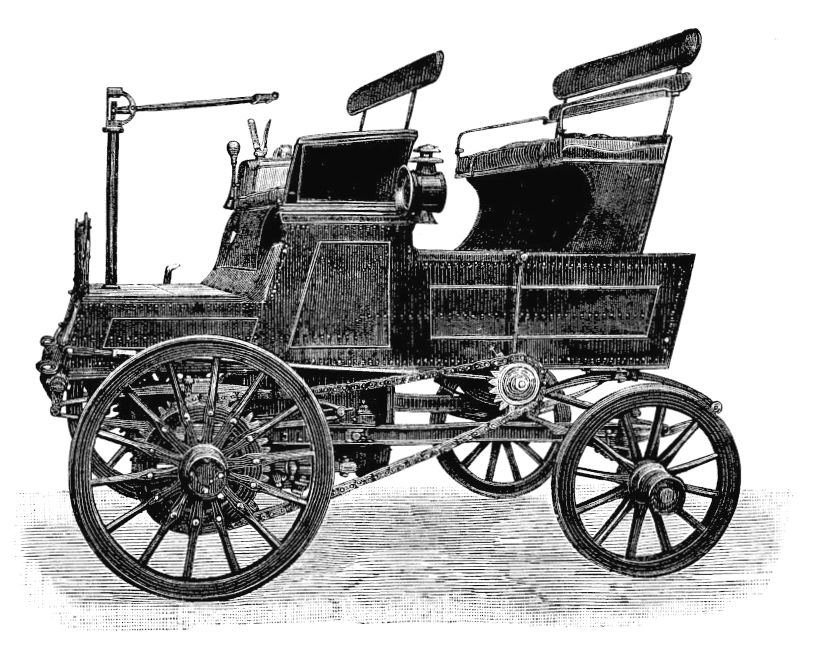
Lepape Locomoteur 6 CV (1895)
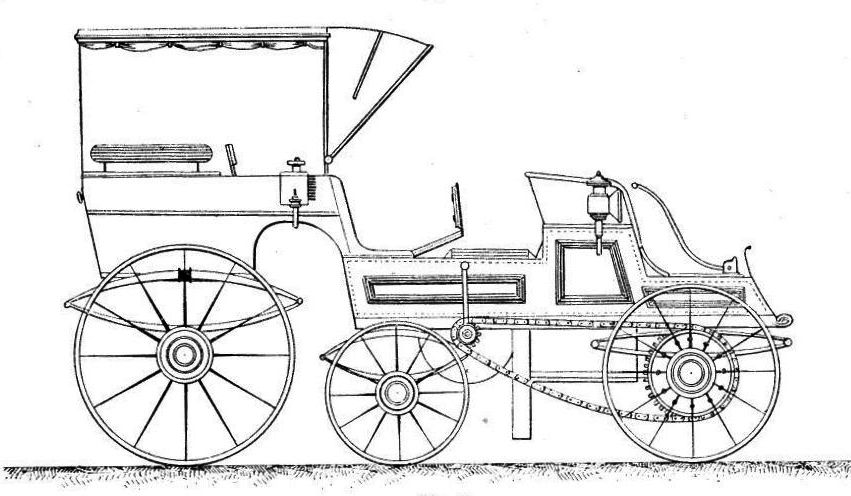
Lepape Locomoteur 6 CV 8-seater (1895)
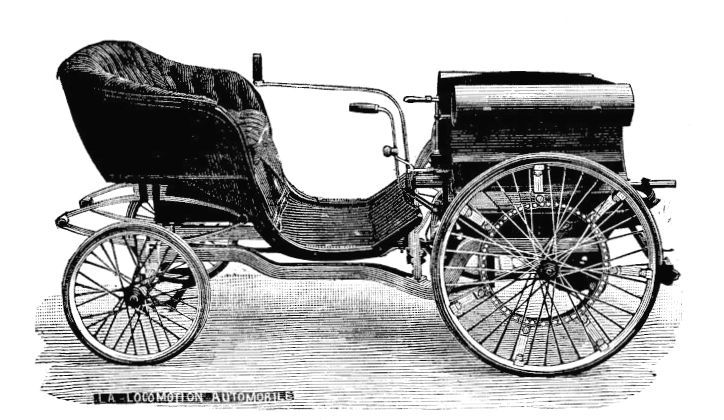
Lepape Duc 3 CV (1896)
- Lepape (1906)
- Lepape Einzylindermotor ab 1900